# 공중전화 박스

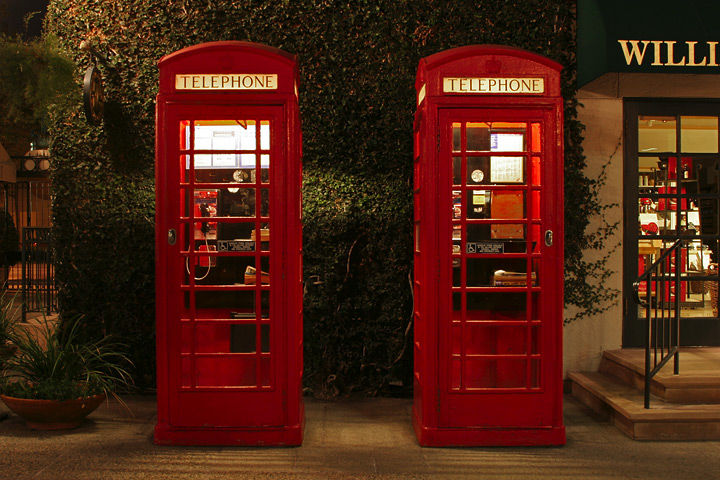
영국의 고전 빨간 공중전화 박스

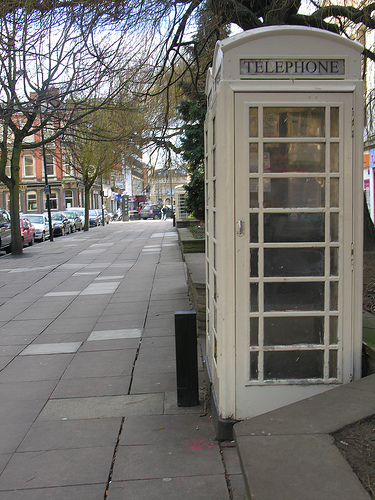
하얀 공중전화 박스

공중전화 박스는 길에 있는 작은 구조물이다. 공중전화가 부스 안에 있는 형태이며, 이용자들이 공중전화를 사용하기 위한 용도로 사용되고 있다.

## 위치
공공으로 사용되기 때문에 사람의 왕래가 많은 곳이나 필요성이 높은 장소에 설치되는 것이 일반적이다. 거리, 상점 · 편의점 등의 매장과 기차역 · 공항 의 여객 터미널 · 버스 터미널 등의 교통 거점과 공공 시설 · 호텔 · 백화점 등 불특정 다수의 사람이 출입하는 시설 내, 기차, 선박, 항공기 등의 교통 차량에 설치할 수 있다.

## 대중문화 속 공중전화 박스
- 공중전화 박스는 DC 코믹스의 등장인물 클라크 켄트가 슈퍼맨으로 변신하기 위해 사용되는 장소로 사용된다.
- 《닥터 후》의 시공 이동 장치 TARDIS는 공중전화 박스 모양 (정확히는 경찰 박스)으로 생겼다.
- 2002년 영화 《폰 부스》는 공중전화 박스를 소재로 한 영화이다.

## 같이 보기
- 인터랙티브 키오스크
- 공중전화
- 폴리스 박스